# Convento de Nuestra Señora del Carmen (Soria)
El convento de Nuestra Señora del Carmen se encuentra en el casco histórico de la ciudad de Soria (España).
Es el mejor conjunto de estilo barroco construido en la capital soriana. Se compone de la iglesia del Carmen, construida en el siglo XVII, el convento de monjas, realizado en el siglo XVI con reformas del XVII, y el convento de monjes, también del siglo XVII.

## Historia
Sobre el solar en el que se encuentra la actual iglesia del Carmen se alzó la antigua y desaparecida iglesia de Nuestra Señora de Cinco Villas, que presidía la colación del mismo nombre. La iglesia era una de las 35 parroquias que aparecen en el censo de Alfonso X el Sabio realizado en el año 1270. En los Fueros de 1256 del mismo rey, se especifica que los lugares estipulados para que los Alcaldes administren justicia son esta iglesia y en la Colegial de San Pedro, siendo por tanto una de las iglesias importantes durante el medievo soriano.
Desde 1544 y mientras duraron las obras de reconstrucción de San Pedro, en ella se instaló el cabildo colegial ya que en dicha iglesia tenían lugar las juntas y reuniones del linaje de los Morales al que pertenecía el deán de la colegiata, firme opositor a trasladar el cabildo a La Mayor. Y es que, la capilla mayor de San Pedro tuvo como patronos a los tres deanes, apellidados Diañez-Yáñez Morales, que dirigieron el Cabildo en el siglo XVI de manera consecutiva y que por ello fueron opositores al traslado. Fue precisamente el último de estos, Jerónimo Yáñez de Morales, quién vendió en 1571 a Beatriz de Beamont la cercana casa de la plaza de la Fuente de Cabrejas, que había sido de los dos deanes predecesores y que la viuda del rico ganadero Juan de Vinuesa cedió a Santa Teresa de Jesús como sede del convento de carmelitas descalzas que fundó en su visita a Soria en junio de 1581.
Para la fundación, el obispo de Osma Alonso Velázquez, donó la iglesia de Cinco Villas por hallarse contigua, cambiandose el título por el de la Santísima Trinidad. La iglesia estaba bastante deteriorada a principios del siglo XVII y para el año 1640 se declara en ruinas, derribándose en 1648. Las religiosas comprando terrenos adyacentes con vistas a la nueva iglesia, que se comenzará en 1648 según las trazas del Lic. Fray Alonso de San José. La obra arquitectónica se acabó en 1659, pero la ornamentación interior se extendió hasta comienzos del siglo XVIII.
La importancia que este convento alcanzó, por la influencia de las señoras que ingresaban en él, fue tan grande, que pronto se necesitó construir un hospicio o pequeño convento de monjes de la misma orden, en el lado opuesto al de monjas, para el servicio de las personas piadosas que acudían allí a orar y ejercitarse en actos de devoción. La fundación de los Carmelitas Descalzos se formaliza hacia el 1680 ayudando a sus hermanas como capellanes y confesores. Permaneció en funcionamiento hasta que la Desamortización de Mendizábal, en 1835, expulsó a los monjes siendo adquirido por la Sociedad de Amigos del País para establecer en él la Escuela municipal. Desde 1937 vuelve a ser ocupado por los monjes.
Las religiosas han seguido en el monasterio ininterrumpidamente, a excepción de breves días a la llegada de los franceses en 1808, en que el monasterio no sufrió daños y fue respetado. Entre las señoras que ingresaron en este convento destaca Francisca del Santísimo Sacramento, declarada Venerable Madre.

## Iglesia
El templo propiamente dicho es de corte renacentista apuntando ya al barroco. Se levantó sobre la antigua iglesia de Nuestra Señora de las Cinco Villas, que estaba próxima a desmoronarse en el siglo XVI, y de la que subsiste una pequeña portada románica, muy alterada, que da a la Plaza del Carmen. Dicha iglesia fue cedida por el obispo de Osma, Alonso Velázquez, a Santa Teresa de Jesús, quien viniendo a Soria y hallando favorable acogida, fundó el convento.
Se construyó siguiendo trazas del arquitecto fray Alonso de San José, autor de la sacristía del Monasterio de Guadalupe, siendo el maestro cantero Melchor de Bueras. Tiene planta de cruz latina, tres naves, las laterales de pequeña dimensión y crucero con cúpula sobre pechinas y portada a los pies. En la actualidad la nave de la epístola se encuentra inutilizada, ya que fue cerrada para instalar en ella la sacristía; en la nave del evangelio se abren tres capillas.
La fachada del edificio, cuyas trazas diseñó en el año 1651 el mismo arquitecto, sigue al modelo jesuítico de volúmenes austeros. Se compone de cinco arcos de medio punto al frente y dos a los costados que forman un pequeño pórtico elevado, al cual se sube por dos escalinatas laterales que desembarcan en una plataforma frente al arco central. De los arcos arranca la fachada que, presentando en su centro una ventana adornada con un pequeño frontón que da luz al coro, se eleva hasta ocultar el caballete o tejado de la iglesia, terminando en un frontón mayor.
En su interior los muros son sencillos, enlucidos de cal, sin más resaltes que la cornisa, de la cual arrancan las bóvedas en arista, excepto en el crucero donde se alza una cúpula semiesférica, apoyada en una cornisa saliente circular. La primera de las capillas, que es la de Santa Teresa, tiene también una pequeña cúpula que figura estar apoyada en cuatro columnas dóricas adosadas a los ángulos de los muros; las otras dos, que son las de la Sagrada Familia y San José, esta última con un hermoso retablo dorado, tienen también sus techumbres en forma de cúpulas poligonales o de abanico, en cuyos paños se ven pintados al fresco los pasajes alusivos a estos dos asuntos. En una de las capillas de esta iglesia se encuentra el enterramiento (s. XVIII) de D. Juan IV Baltasar González de Gregorio y Rodríguez-Carabantes, así como el de su mujer Dña. Luisa González Sanz-Ángel de la Torre, del Linaje Santisteban, uno de los Doce Linajes de Soria.

## Convento de la Santísima Trinidad

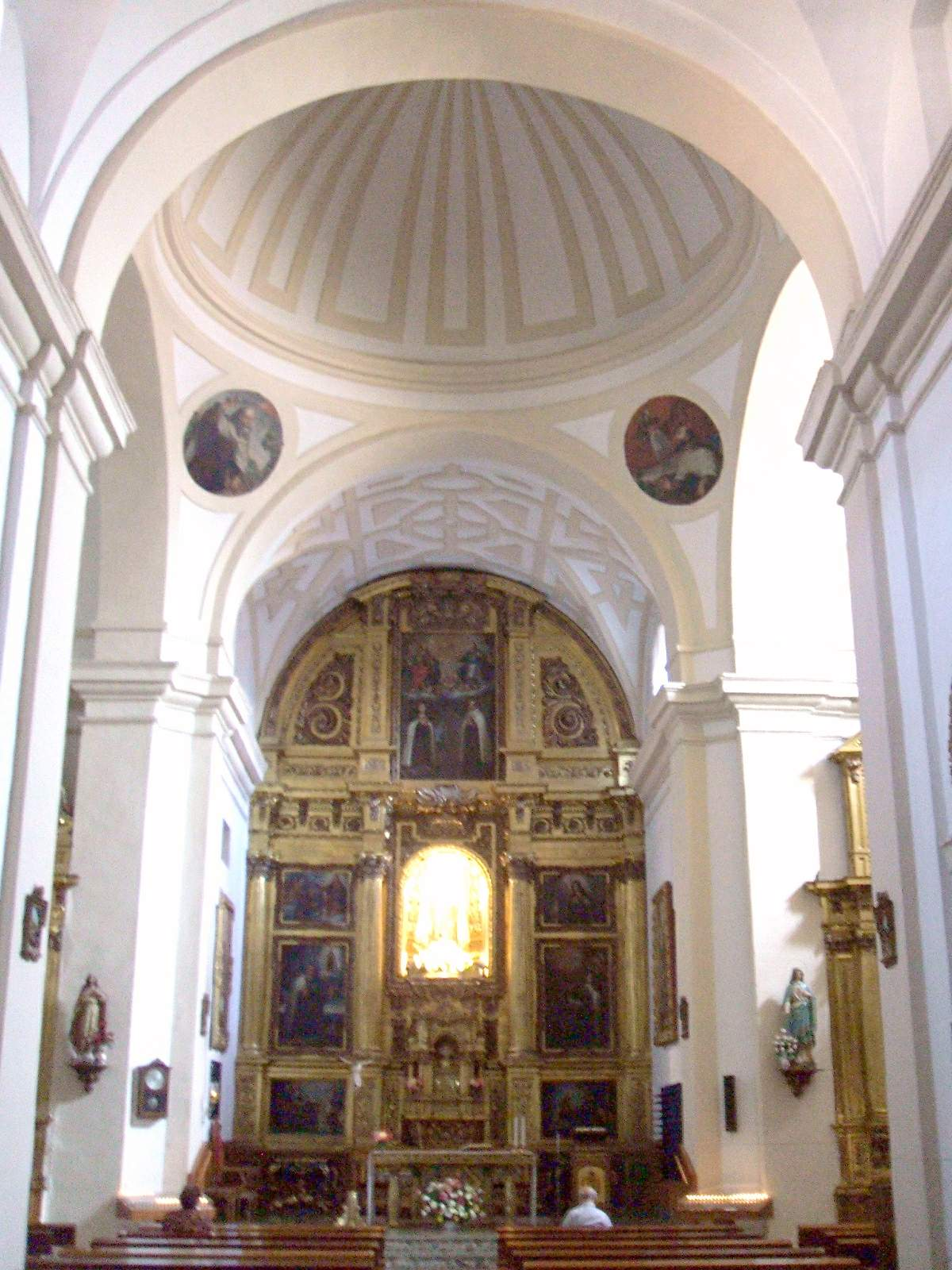
Aspecto del interior de la iglesia

El convento fue una fundación personal de Santa Teresa en 1581; para su construcción se aprovechó la casa de doña Beatriz Beaumont, viuda de don Juan Alonso de Vinuesa, cuya fachada principal se encuentra en la plaza de la Fuente Cabrejas. El primitivo palacio, del siglo XVI con elementos platerescos, se reformó en el siglo XVII para convertirlo en convento siguiendo el estilo herreriano.
La fachada principal fue alterada, renovándose para abrir tres arcos de entrada, sobre cuyo arco central se colocó un pequeño doselete con la imagen de la Virgen con el Niño en una hornacina. Se aprecian los frentes de las dos torres que flanqueaban la fachada y en una de ellas, la de la izquierda, se ve una ventana plateresca, adornada con molduras y relieves, que es la de la habitación del capellán. El frente de la torre de la derecha fue también renovado pudiéndose observar el cambio de sillares y la sustitución de la moldura decoradada por un simple listel. Las dos pequeñas ventanas a la derecha del piso principal, dan luz al locutorio.